# Aman (Śródziemie)

Mapa Amanu

Aman (qya. Błogosławiony, Wolny od zła) – kontynent ze stworzonej przez J.R.R. Tolkiena mitologii Śródziemia. Jest to siedziba Valarów i trzech szczepów elfów: Vanyarów, części Ñoldorów i części Telerich.
Nieśmiertelne Krainy były świadectwem tego, jaka byłaby Arda, gdyby Melkor nie skaził jej swoim niszczycielskim działaniem i nienawiścią.
Wszystkie geograficzne nazwy własne pochodzą z quenyi. Pogrupowane rzeczowo hasła podane są w porządku alfabetycznym.

## Położenie na mapie świata
Przed Przemianą Świata, gdy Arda była płaska, Aman leżał na zachód od Śródziemia, najbliżej zachodniej krawędzi świata. Jego granicę od zachodu stanowiło Morze Zewnętrzne, oblewające całą Ardę. Wschodnie obrzeża Amanu oblewały fale Belegaëru, Wielkiego Morza Zachodu. Po Przemianie, od kiedy Arda jest kulą, Aman nie istnieje w świecie dostępnym dla ludzi. Ziemia się zmniejszyła, a Valinor i Eressëa zostały zabrane do królestwa rzeczy ukrytych.

## Geografia kontynentu

### Krainy Amanu

#### Araman
Były to wielkie, górzyste i bezludne pustkowia ciągnące się między północnym brzegiem Amanu a pasmem Pelórion. Północna część Aramanu była wyjątkowo zimna. Nazwa tej krainy znaczy Poza Amanem.

#### Avathar
Był rozległą krainą na wschód od południowej części Pelórion. Był chłodny, ciemny, zupełnie bezludny i w znacznej części górzysty. Między innymi dlatego zamieszkała tam wielka pajęczyca Ungolianta. Żyła tam od niepamiętnych czasów, a odeszła ze swej siedziby dopiero razem z Melkorem, by zniszczyć Drzewa Valinoru. Nazwa tej krainy znaczy Cienie.

#### Calacirya
Była to ta część Eldamaru, która znajdowała się w Amanie, w pobliżu Kalakirii. Wznosiła się tam Túna z Tirionem. Nazwa tej krainy znaczy Okolica Kalakirii.

#### Eldamar
Była to część Amanu przyznana Eldarom i wszystkim tym, którzy przypłynęli na zachód za Morzem. Obejmował wybrzeża po wschodniej stronie Pelórion, jak również Samotną Wyspę, Tol Eresseę. Najważniejszymi miastami Eldamaru były Alqualondë, Avallónë i Tirion. Podczas Lat Drzew znajdował się w zasięgu światła Dwóch Drzew Valinoru, które przedostawało się przez Kalakiryę.
Jego nazwa znaczy dom elfów. W oryginalnej wersji Hobbita nazywany jest Faerie

#### Oiomúrë
Kraina ta stanowiła właściwie część Aramanu. Odróżniała się tym, że pokrywały ją gęste mgły napływające znad pobliskiej cieśniny Helcaraxë. Jej nazwa jest złożeniem, pierwszy rdzeń znaczy Zawsze, znaczenie drugiego nie jest znane.

#### Valinor
Główna część Amanu, poprzez stosowanie nazw Błogosławionego Królestwa, Nieśmiertelnych Krain czy Najdalszego Zachodu utożsamiana z całym kontynentem i wszystkimi ziemiami niedostępnymi dla ludzi. Tam właśnie mieszkali Valarowie i Majarowie.
Po zniszczeniu przez Melkora Latarni Valarów oświetlających Ardę, i spustoszeniach spowodowanych przez ich upadek, Valarowie schronili się w Amanie, gdzie zebrali wszystkie ocalone z kataklizmu piękne rzeczy, a wiele jeszcze piękniejszych stworzyli później. Pod opieką Valarów kraj ten stał się Błogosławionym Królestwem, gdzie rośliny i zwierzęta nie znały choroby ani śmierci.
Po Wielkiej Bitwie Potęg, w której Valarowie chcąc odzyskać kontrolę nad Ardą pokonali, pojmali i uwięzili Melkora, do Valinoru zostali zaproszeni ze Śródziemia Quendi. To w Valinorze powstało najpiękniejsze i najsławniejsze dzieło Yavanny – Dwa Drzewa.
Wypuszczony z Mandosu po trzystu latach więzienia Melkor wspólnie z Ungoliantą zniszczył Drzewa, skradł Silmarile i zbiegł do Śródziemia. Niedługo po tych wydarzeniach doszło do Ucieczki Ñoldorów.

### Osady w Amanie

#### Alqualondë
Było to główne portowe miasto Telerich na wybrzeżu Valinoru. Znajdowało się w Eldamarze, na północ od Kalakirii. Ściany domów w Alqualondë ozdobione były wyłowionymi z morza perłami, a w porcie cumowały statki budowane w kształcie łabędzi. Ich dzioby wykonane były ze złota, oczy ze złota i gagatu. Bramę w porcie stanowił łuk z litej skały, wyrzeźbiony przez wodę morską. Władcą miasta i jego mieszkańców był Olwë.
Gdy Teleri nie zgodzili się oddać swych statków Ñoldorom, odchodzącym z Valinoru do Śródziemia, by odzyskać Silmarile skradzione przez Melkora, w Alqualondë rozpętała się pierwsza bratobójcza walka między Dziećmi Ilúvatara w historii Ardy.
Nazwa miasta znaczy Łabędzia Przystań.

#### Formenos
Twierdza Fëanora i jego synów w północnej części Valinoru, zbudowana po wypędzeniu Fëanora z Tirionu. Przechowywane tam były Silmarile, do czasu wykradzenia ich przez Melkora, który równocześnie zabił tam Finwego. Jej nazwa znaczy Forteca Północy.

#### Ilmarin
Pałac na Taniquetilu należący do Manwego i Vardy. Ze swoich tronów obserwowali oni całą Ardę i słyszeli każdy dźwięk, jaki powstawał na jej obszarze. Jego nazwa znaczy Pałac wysokich nieb.

#### Tirion
Było to miasto nad zatoką Eldamaru wzniesione przez Ñoldorów na wzgórzu Túna. We wcześniejszych wersjach tolkienowskiej mitologii zwane było Kôr.
Został założony przez Ñoldorów po ich przybyciu do Amanu, a jego lokalizację na wzgórzu Túna wybrano ze względu na widok gwieździstego nieba, jaki roztaczał się z jego szczytu (na nizinach Valinoru nie było widać gwiazd z powodu blasku Dwóch Drzew). To trawiaste wzniesienie znajdowało się wewnątrz stromej doliny Kalakirii.
Tirion przez wiele lat był stolicą Najwyższego Króla Ñoldorów Finwego, a następnie jego syna Finarfina, gdy ten jako jedyny z braci zawrócił z wyprawy do Śródziemia i został władcą elfów pozostałych w Wiecznych Krainach.
Mury i tarasy tego miasta zostały zbudowane ze śnieżnobiałego kamienia i mówiono, że w piasku na ulicach można było znaleźć diamenty. Z żyznych równin u podnóży Túny pięły się aż do olbrzymich bram miasta kryształowe schody.
W samym centrum Tirionu stała wieża Ingwego – Mindon Eldaliéva, na której szczycie znajdowała się latarnia wskazująca swym srebrnym światłem drogę żeglarzom. Poniżej niej znajdował się dom króla oraz Wielki Plac z Galathilionem pośrodku. To właśnie na tym placu Fëanor złożył swe przyrzeczenie, kiedy jego ojciec został zamordowany przez Melkora, złodzieja Silmarili. Razem z buntownikiem i jego synami z misją odzyskania skradzionych klejnotów do Śródziemia ruszyła większa część ludu zamieszkującego Eldamar.
Nazwa miasta znaczy Wielka wieża strażnicza.

#### Valimar
Było to główne miasto Valinoru. Wyróżniało się srebrnymi kopułami, złotymi bramami i dużą liczbą dzwonów. Przed jego zachodnią bramą wznosił się Ezellohar, w pobliżu znajdował się także Máhanaxar. Jego murawa była wiecznie zielona. Nazwa miasta znaczy Dom Valarów.

### Inne miejsca w Amanie

#### Domy Umarłych
Były to siedziby Námo położone na zachodzie Valinoru, do których po śmierci przychodziły duchy elfów i ludzi (być może także krasnoludów). Ich ściany pokryte były gobelinami utkanymi przez Vairë.
Duchom elfów wolno było opuścić Domy Umarłych i zamieszkać w innych miejscach w Amanie, a prawdopodobnie niektórzy wracali do Śródziemia. Duchy ludzi po pewnym czasie odchodziły poza Ardę.
Nazywano je także Salami Oczekiwania

#### Lórien
Była to siedziba Irmo i Estë w Valinorze, odwiedzali ją mieszkańcy Amanu potrzebujący odpoczynku. Ogrody Lórien były najpiękniejsze na Ardzie.

#### Máhanaxar
Krąg Przeznaczenia znajdujący się na zachód od złotych bram Valimaru. Stały w nim trony Valarów, którzy obradowali tam i podejmowali najpoważniejsze decyzje.

### Góry i wzniesienia Amanu

#### Calacirya
Gdy Valarowie dali Ñoldorom i Vanyarom ziemię w Amanie, elfowie ci zatęsknili za widokiem gwiazd. Valarowie utworzyli więc dla nich Kalakirię, przez którą światło Drzew Valinoru oświetlało znajdujące się dalej (stworzone w tym samym czasie) wzniesienie – Tunę. Tam też Ñoldorowie i Vanyarowie zamieszkali, a na zboczach Tuny zakwitły pierwsze po wschodniej stronie gór kwiaty. Kalakiria zaś została zasiedlona przez część Ñoldorów.
Po zatruciu przez Melkora Dwóch Drzew Valarowie postawili na Kalakirii straże, a po Przemianie Świata było to jedyne wejście do Amanu.

#### Pelóri
Najwyższe pasmo górskie Ardy leżące wzdłuż wschodniego wybrzeża Amanu, stworzone przez Valarów w czasie ich Ucieczki po Zniszczeniu Latarni. Miały one chronić Aman przed ewentualnym atakiem Melkora, który jednak nigdy nie nastąpił. Po Ucieczce Ñoldorów podwyższono je. Najwyższym szczytem pasma był Taniquetil, a południowej części pasma – Hyarmentir. Nazwa pasma znaczy Umocnione wzgórza.

#### Taniquetil
Najwyższy szczyt gór Pelóri i całej Ardy. Stał tam Ilmarin, a na zboczach znajdowały się siedziby Vanyarów. W quenyi miał także nazwy Oiolossë (Wieczna Biel) lub Elerrina (Uwieńczona Gwiazdami), a w sindarinie Amon Uilos. Nazwa Taniquetil znacząca Wysoki biały szczyt nawiązuje do wiecznie zalegającego na nim śniegu.